# Amando sobre os Jornais
"Amando sobre os Jornais" é uma canção de MPB de letra romântica-sensual composta em 1979 por Chico Buarque para o musical "O Rei de Ramos", sendo interpretada por Marília Barbosa. No final do ano, a canção foi lançada em disco por Maria Bethânia no bem sucedido álbum Mel.

## Informações
Composta especialmente para o musical "O Rei de Ramos" de Dias Gomes estreada em 11 de março de 1979, reinaugurando o Teatro João Caetano, o mais antigo na cidade do Rio de Janeiro. A canção, com letra romântica, era interpretada pela atriz Marília Barbosa, que fazia a personagem Taís.
A letra da canção é organizada em três estrofes e conta as carícias trocadas por um casal sobre folhas de jornais. O casal, companheiro, namora feliz e vive delícias em meio as notícias negativas que surgiam no cenário político-histórico em que viviam. Ao mesmo tempo em que critica os problemas da atualidade, a canção sugere o amor como caminho para solução, pois as personagens tornam-se fortes juntas.
A cantora Maria Bethânia, que já gravara canções de Chico Buarque para peças de teatro, como "Teresinha" e "O Meu Amor", decidiu também gravar "Amando sobre os Jornais". A canção foi incluída no álbum de estúdio Mel, disco com outras canções com teor romântico-sensual. Talvez por estar acompanhada de outras canções de bastante sucesso, "Amando sobre os Jornais" não conseguiu obter muito destaque como as outras faixas do álbum.